# Bonaventura Rubino
Bonaventura Rubino O.F.M.Conv. (Montecchio di Lombardia, 1600 – 1668) è stato un francescano e compositore italiano.

## Biografia
Il destino di Bonaventura Rubino, nato a Montecchio, frazione di Darfo Boario Terme, in Lombardia (o, secondo altri, a Montecchio Emilia), si incrocia con Palermo per la sua carica di Maestro di Cappella presso la Cattedrale. Il suo soggiorno palermitano ebbe inizio nel 1643 e si protrasse certamente fino al 1665, le origini e le vicende della vita precedenti questo lasso di tempo sono pressoché sconosciute. Fu uno dei protagonisti della vita musicale palermitana a cavallo della metà del secolo insieme a Giovan Battista Fasolo ed ai palermitani Vincenzo Amato e Bonaventura Aliotti, con i quali fu tra i principali compositori della musica devota che risuonò nelle cappelle cittadine e durante i festeggiamenti a Santa Rosalia.
Suo è un dialogo sacro, la cui musica non ci è purtroppo giunta, composto nel 1652 in onore della patrona palermitana: La Rosalia guerriera. L'intera produzione di Rubino consiste in Sette raccolte di musica sacra scritte tra il 1645 e il 1658, durante la sua permanenza a Palermo, tutte stampate presso tipografi della città.
Tra le sue composizioni vanno annoverati i Salmi che compongono il Vespro per lo Stellario della Beata Vergine, del 1644, recuperato e ricostruito attraverso lo studio di manoscritti ritrovati a Malta e a Bologna. 

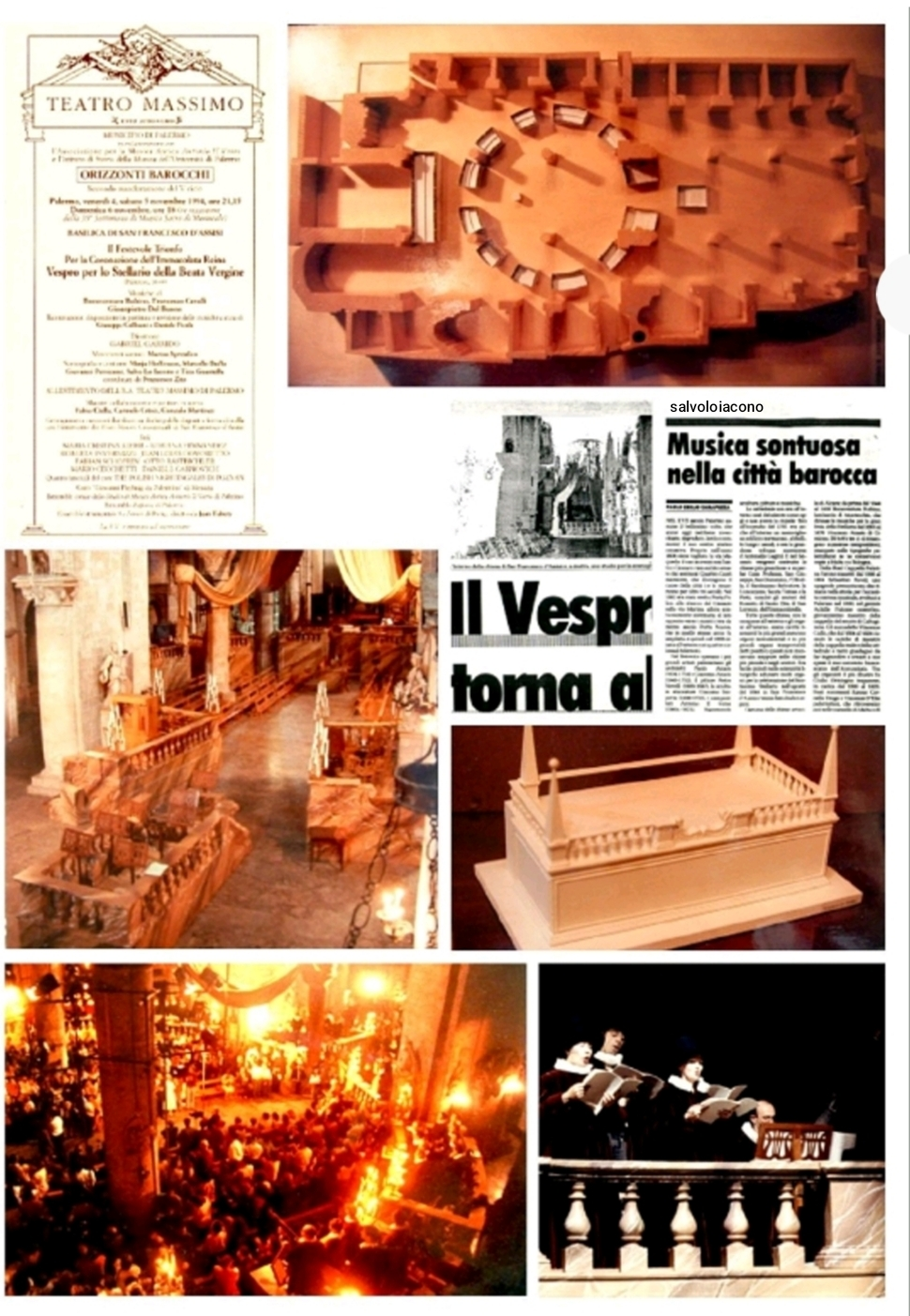
Presentato in prima esecuzione moderna nel 1990 presso la stessa Basilica francescana di Palermo.

## Opere
- Opus I, Prima parte del tesoro armonico, Palermo, P.Scaglione, S.De Angelo, 1645
- Opus II, Messa e Salmi a otto voci concertati nel primo coro, Palermo, F.Terranova, 1651
- Opus III, Primo libro de mottetti concertati, Palermo, F.Terranova, 1651
- La Rosalia guerriera, 1652
- Opus IV, Secondo libro de mottetti concertati, Palermo, G.Bisagni, 1653
- Opus V, Salmi varii variamente concertati, Palermo, G.Bisagni, 1655
- Opus VI, Salmi concertati a cinque voci, Palermo, G.Bisagni, 1658
- Opus VII, Salmi davidici concertati a tre e quattro voci, Palermo, G.Bisagni, 1658

## Discografia
- Vespro per lo Stellario della Beata Vergine. Ensemble vocale dello Studio di Musica Antica Antonio Il Verso Archiviato il 4 settembre 2011 in Internet Archive., Palermo; Coro G.P. Palestrina di Messina; Ensemble Eufonia di Palermo; Ensemble Mille Regretz di Catania; Les Rossignols di Poznan. Ensemble Elyma. Direttore: Gabriel Garrido, K617. 2CD
- Messa de Morti à 5 concertata,1653. Cappella Musicale Santa Maria in Campitelli, Roma, Studio di Musica Antica Antonio il Verso, Palermo, Ensemble La Cantoria, Roma. Direttore: Vincenzo Di Betta, Tactus DDD TC 60803